# Varrigsen
Varrigsen ist ein Dorf und südöstlicher Ortsteil des Fleckens Delligsen im Landkreis Holzminden, Niedersachsen. Der Ortsteil liegt in einem Tal zwischen dem Höhenzug Selter und dem Mittelgebirgszug Hils und hat ungefähr 270 Einwohner.

## Geschichte
Die erste urkundliche Erwähnung des Ortes erfolgte im Jahr 1317. Die Siedlung wurde an einem alten Fernhandelsweg gegründet, dessen ungefähren Verlauf heute die Bundesstraße 3 folgt und die unmittelbar an Varrigsen vorbeiführt.
Im Jahre 1912 wurde nach einer Nutzungsdauer von 345 Jahren die aus Fachwerk erbaute Kapelle abgerissen. Danach erbaute man eine bis 1963 genutzte Einklassenschule mit einem Betsaal als Anbau.
Über viele Jahre gehörte Varrigsen zum Landkreis Gandersheim und wurde am 1. März 1974 im Zuge einer Gebietsreform mit der bis dahin ebenfalls selbständigen Gemeinde Ammensen in den Flecken Delligsen eingegliedert.

## Politik
Aufgrund seiner geringen Einwohnerzahl wird Varrigsen nicht von einem Ortsrat, sondern von einem Ortsvorsteher vertreten. Aktuell ist Hans-Werner Raabe (SPD) in dieser Funktion.